# 永福庄乡
永福庄乡，是中华人民共和国河北省邢台市任泽区下辖的一个乡镇级行政单位。

## 行政区划
永福庄乡下辖以下地区：
永福庄一村、永福庄二村、永福庄三村、永福庄四村、永福庄五村、冯村、桥头村、尹庄村、吴铁庄村、岭南一村、岭南二村、岭南三村、岭南四村、东桥村、西桥村、罗屯村、李屯村、怀屯村、郭屯村、史屯村、刘屯村、程庄村、宋庄村、冯庄村、关庄村、杨固村和后屯村。